# Peltaea nudicaulis
Peltaea nudicaulis är en malvaväxtart som först beskrevs av A. St.-hil., och fick sitt nu gällande namn av Antonio Krapovickas och Cristobal. Peltaea nudicaulis ingår i släktet Peltaea och familjen malvaväxter. Inga underarter finns listade i Catalogue of Life.